# Rhyacophila fletcheri
Rhyacophila fletcheri är en nattsländeart som först beskrevs av Douglas E. Kimmins 1952.  Rhyacophila fletcheri ingår i släktet Rhyacophila och familjen rovnattsländor. Inga underarter finns listade i Catalogue of Life.